# Stradonice (okres Kladno)
Stradonice (Duits: Stradonitz) is een Tsjechische gemeente in de regio Midden-Bohemen en maakt deel uit van het district Kladno. Het dorp ligt op 7,5 km afstand van Slaný en op 17 km afstand van de stad Kladno.
Stradonice telt 146 inwoners (2023).

## Geografie
Stradonice ligt in de laagvlakte van Midden-Bohemen langs Zlonickýbeek.
De gemeente grenst aan de noorkant aan Páleč, aan de oostkant aan Lisovice en Zlonice, aan de zuidkant aan Královice en aan de westkant aan onder meer Páleček en Vraný.

## Geschiedenis
De eerste schriftelijke vermelding van het dorp dateert van 1318.
In 1850 werd Stradonice een zelfstandige gemeente, toen nog binnen het district Slaný. Sinds 1961 is Stradonice ingedeeld bij het district Kladno. Van 1 januari 1980 tot en met 31 december 1991 maakte het dorp deel uit van de gemeente Zlonice. Sinds 1 januari 1992 is Stradonice wederom een zelfstandige gemeente.

## Verkeer en vervoer

### Autowegen
Er leiden regionale wegen naar het dorp.

### Spoorlijnen
Stradonice ligt aan spoorlijn 110 Kralupy nad Vltavou - Slaný - Louny. Er is echter geen station in het dorp. Het dichtstbijzijnde station is Páleček, op 1 km afstand. Ook station Zlonice ligt vlakbij, op 2 km afstand.

### Buslijnen
Stradonice wordt bediend door de volgende buslijn:
| Halte                  | Lijn | Route                  | Vervoerder |
| ---------------------- | ---- | ---------------------- | ---------- |
| Stradonice, Stradonice | 592  | Slaný - Panenský Týnec | ČSAD Slaný |

## Bezienswaardigheden
- Standbeelden van Sint Jan en Sint Paulus;
- Niskapel;
- Monumentale graanschuur (huis nr. 2).

## Galerij

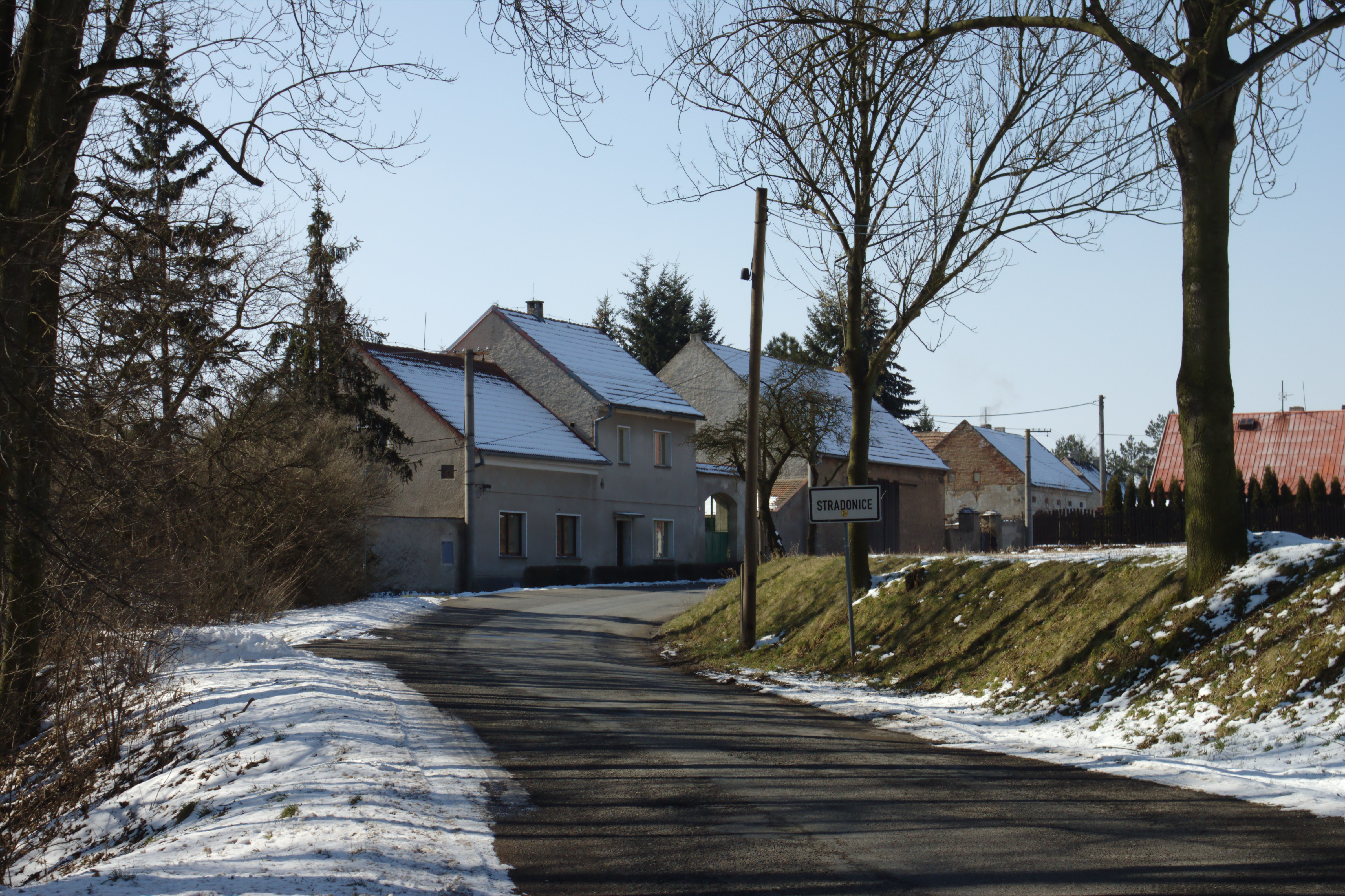
Toegangsweg tot het dorp
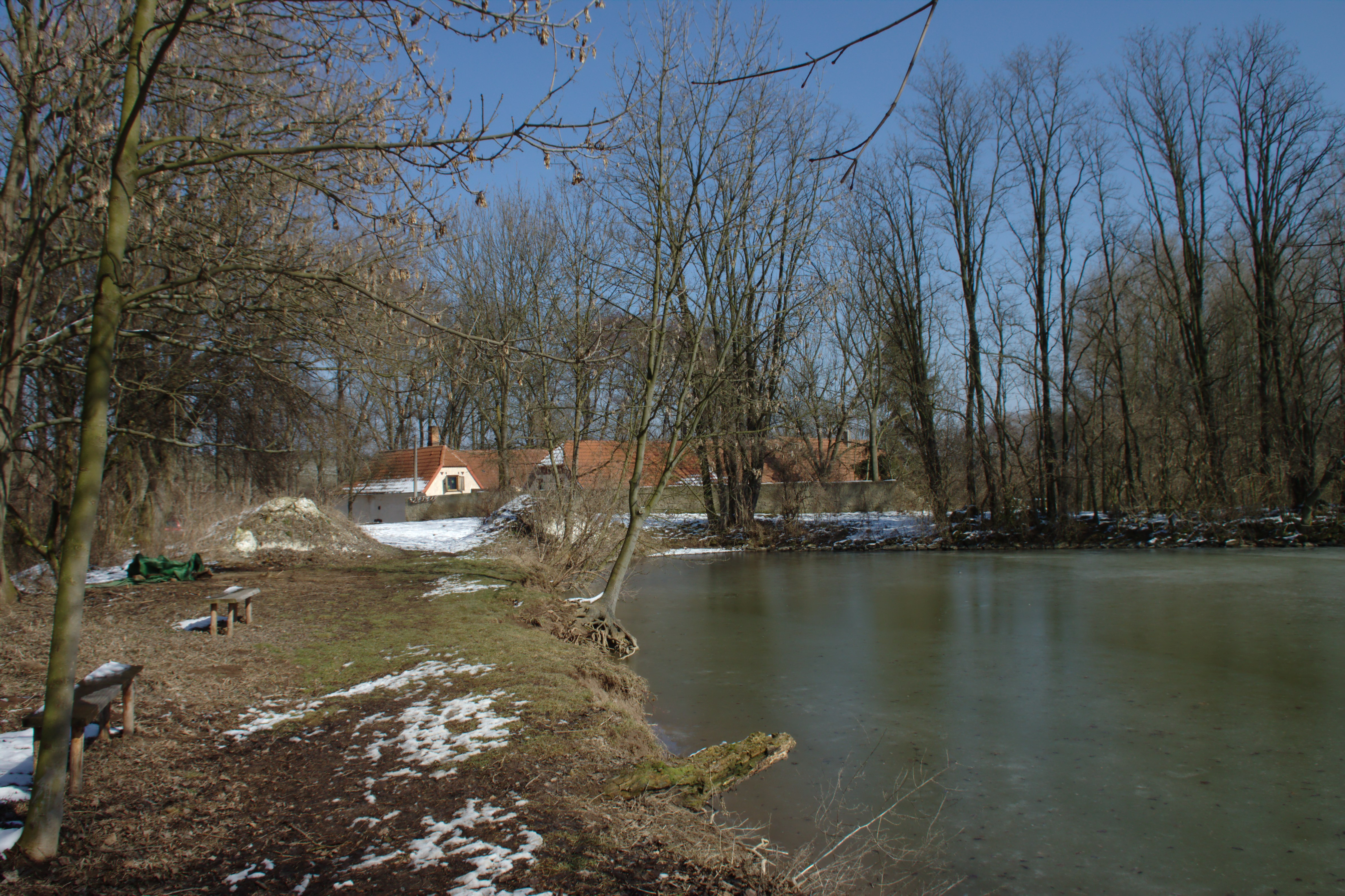
Dorpsvijver
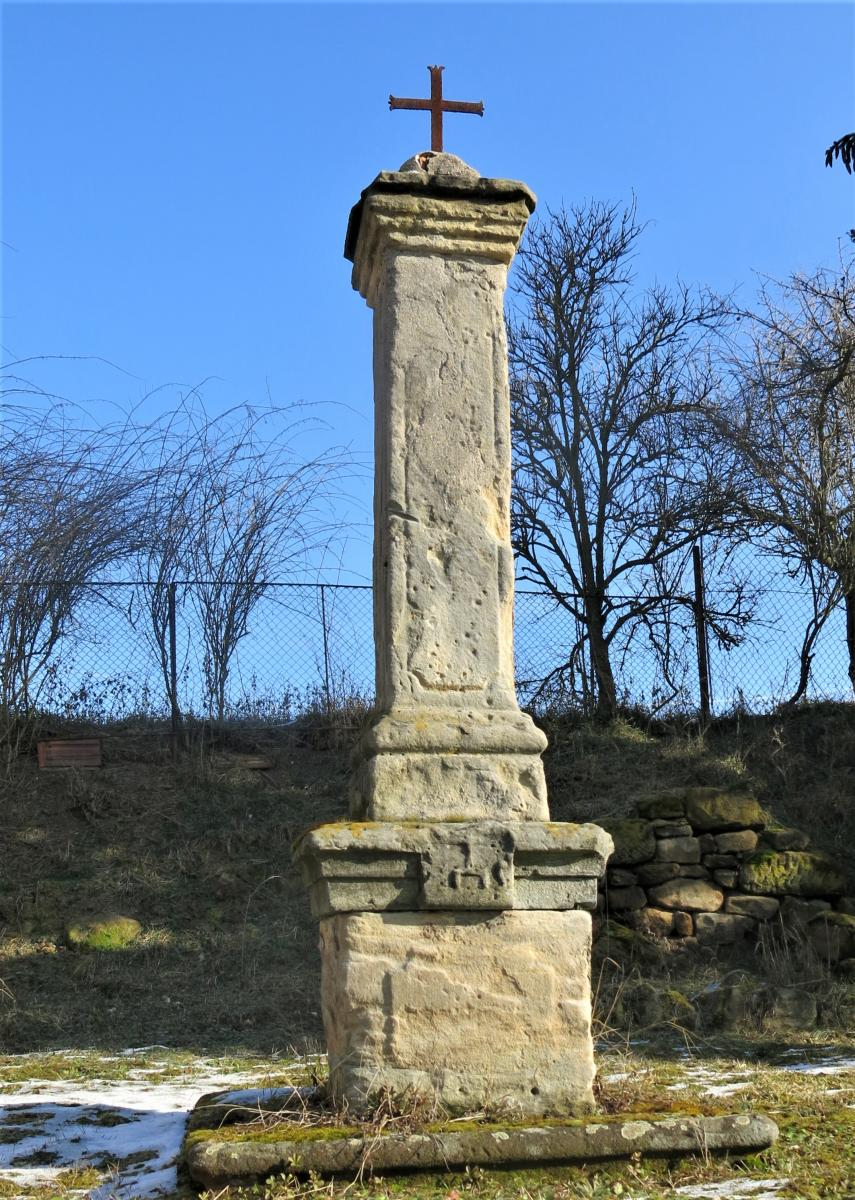
Heilig kruis
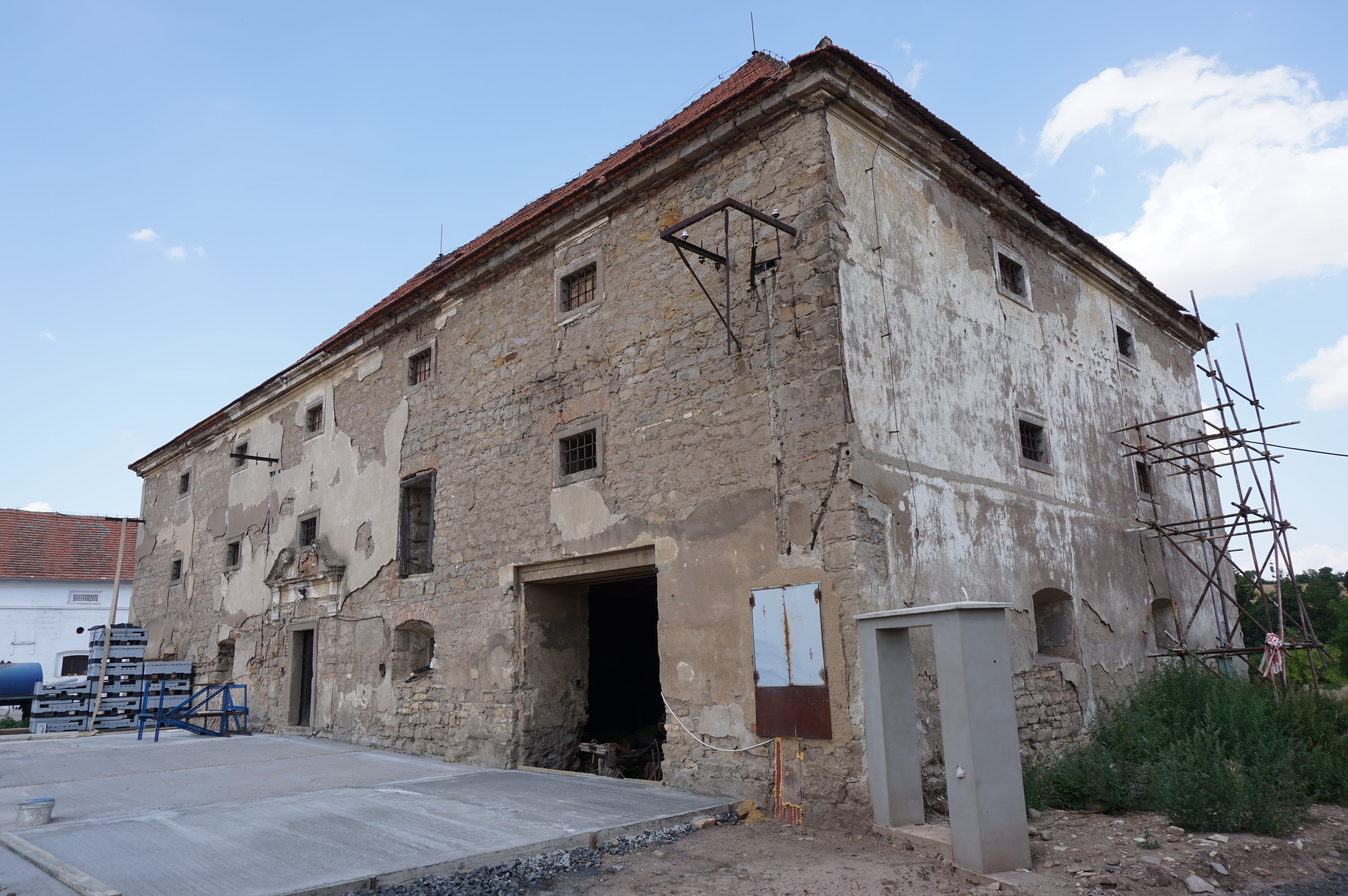
Oude graanschuur
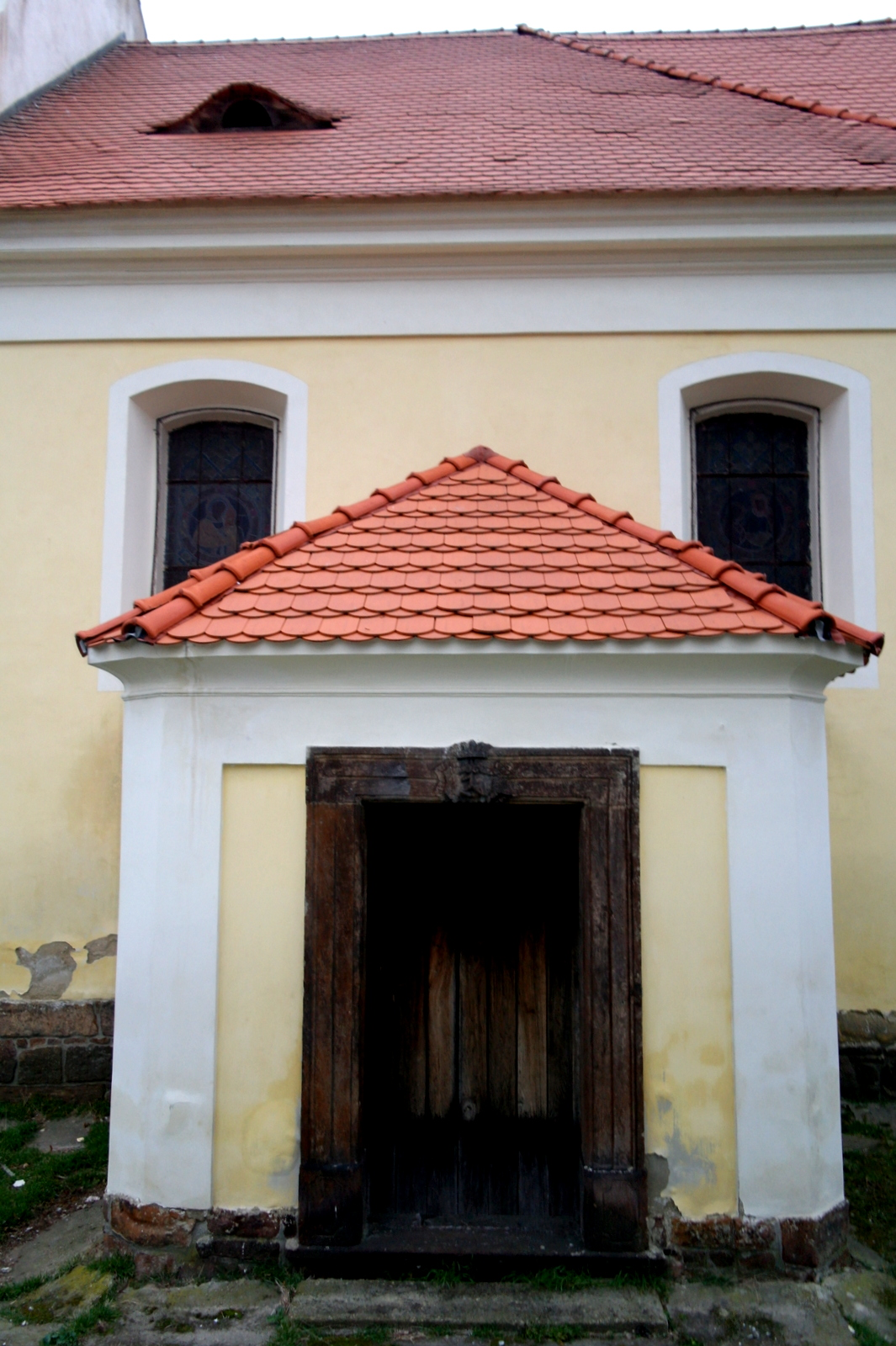
Niskapel
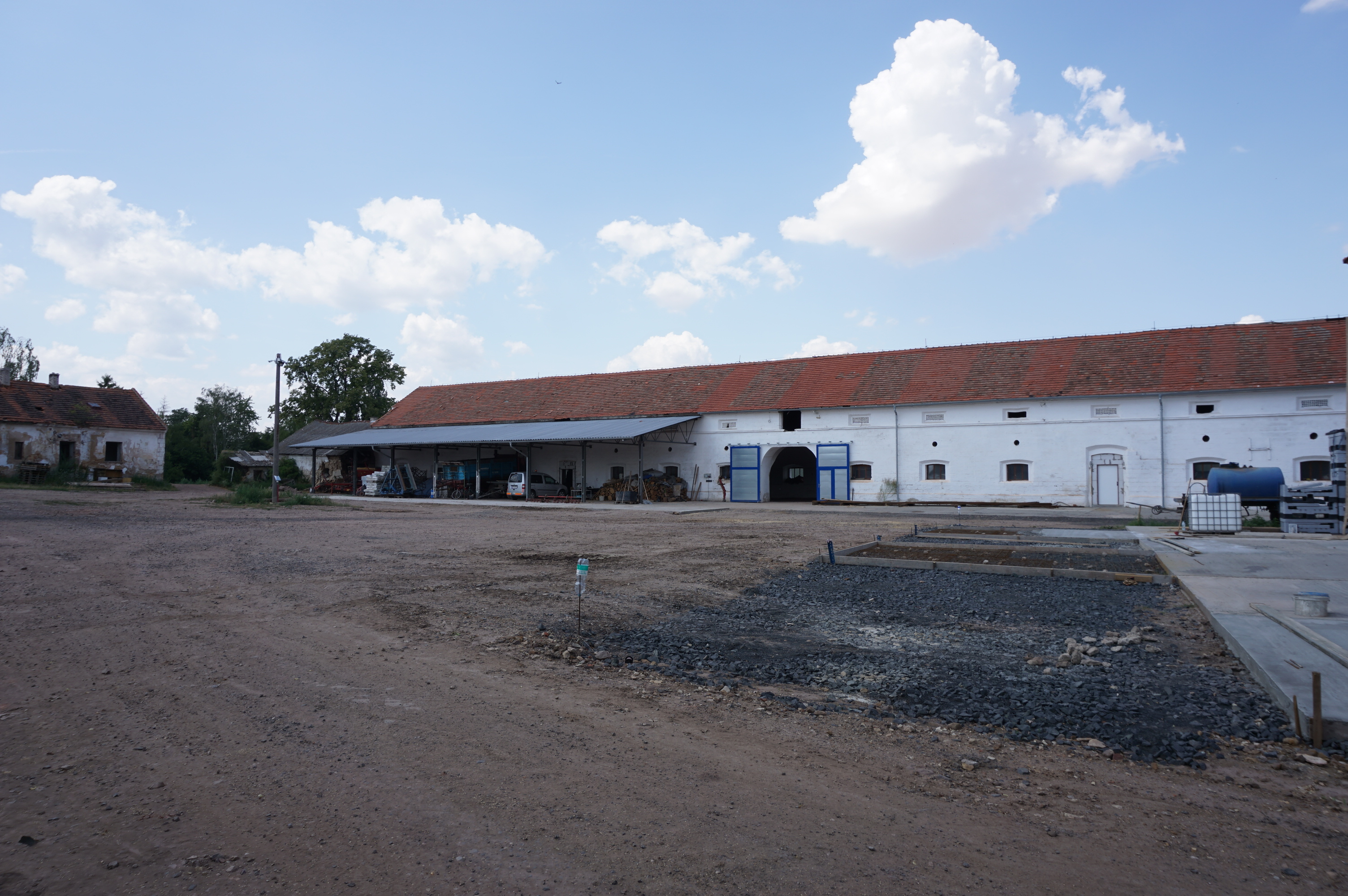
Boerderij in het dorp